# La libertad de expresión en Honduras: una utopía
La libertad de expresión en Honduras: una utopía es un libro escrito por el periodista hondureño Santos Gálvez Martínez.
El libro fue presentado en enero de 2020 en la Universidad Cristina Evangélica Milenio, donde Gálvez Martínez se desempeña como director de educación continua y coordinador de la carrera de Técnico en Producción de Televisión.

## Sobre el libro
El libro se presenta como un ensayo sobre la precaria situación de la expresión de libertad en Honduras, la censura, el cerco mediático y la ética periodística. Se incluyen también en la obra los casos de los ataques a periodistas hondureños, algunas que han acabado en muertes como el caso de Aníbal Barrow, Alfredo Villatoro y Herlyn Espinal. Aborda también casos de corrupción en los que los medios de comunicación están involucrados, y como esto afecta a la población desde un punto de vista social.